# Brunstatt-Didenheim
Brunstatt-Didenheim é uma comuna francesa na região administrativa do Grande Leste, no departamento do Alto Reno. Estende-se por uma área de 14.10 km², e possui 8.107 habitantes, segundo o censo de 2018, com uma densidade de 570 hab/km².
Foi criada, em 1 de janeiro de 2016, a partir da fusão das antigas comunas de Brunstatt e Didenheim.